# Zielenbacher Tal
Das Naturschutzgebiet Zielenbacher Tal liegt auf dem Gebiet der Gemeinde Morsbach im Oberbergischen Kreis in Nordrhein-Westfalen.
Das etwa 11,4 ha große Gebiet, das im Jahr 1992 unter Naturschutz gestellt wurde, erstreckt sich nordwestlich des Kernortes Morsbach. Westlich verläuft die Landesstraße L 94, nördlich die L 324 und östlich die L 336.